# Patricia Volkow
Patricia Amalia Volkow-Fernández (* 16. November 1957 in Mexiko-Stadt) ist eine mexikanische Ärztin und AIDS-Expertin. Sie ist Chefin der Abteilung für Infektiologie des Instituto Nacional de Cancerologia und Mitglied des Sistema Nacional de Investigadores von Mexiko.

## Leben und Wirken
Volkow-Fernández ist eine Tochter des Chemikers Esteban Volkov und der Modedesignerin Palmira Fernández. Sie hat eine Zwillingsschwester namens Natalia sowie die älteren Schwestern Verónica und Nora. Ihr Urgroßvater väterlicherseits ist Leo Trotzki. Sie hat zwei Söhne (* 1985 und 1997) und eine Tochter (* 1993).

## Veröffentlichungen (Auswahl)
- Residuos peligrosos biologico-infecciosos / Dangerous Biological-Infectious Residue: Guia para su manejo en los establecimientos de salud / Management Guide in Healthcare Facilities, 2006, ISBN 9682476070